# 인도네시아 U-23 축구 국가대표팀
인도네시아 U-23 축구 국가대표팀은 인도네시아를 대표하는 23세 이하 축구 국가대표팀으로 하계 올림픽 본선 출전 기록이 없다.

## 국제 대회 경력

### AFC U-23 아시안컵
2024년 대회를 통해 사상 첫 U-23 아시안컵 본선에 진출했고 본선에서도 호주, 요르단, 대한민국 등 강팀들을 차례대로 꺾는 이변을 일으키며 4위라는 인도네시아 축구 역사상 AFC 주관 대회 역대 최고 성적을 남겼다.

### 하계 올림픽
2024년 AFC U-23 아시안컵 3위 결정전에서 이라크에 패하면서 4위로 2024년 하계 올림픽 예선 아시아-아프리카 대륙간 플레이오프에 진출했으나 기니와의 대륙간 플레이오프에서 패하며 68년만의 올림픽 본선행이 아쉽게 좌절되었다.

### 아시안 게임
아시안 게임에는 4번 참가하여 이 중 2014년 대회부터 2022년 대회까지 3회 연속 아시안 게임 16강에 진출했다.

### 동남아시아 경기 대회
2001년 대회를 시작으로 11연속 동남아시아 경기 대회에 출전하여 은메달 3개(2011, 2013, 2019), 동메달 2개(2017, 2021)를 획득하는 등 7번의 대회에서 4강 이상의 성적을 거두었음에도 태국과 베트남 등에 밀려 금메달과는 인연을 맺지 못하다가 마침내 2023년 대회에서 U-23 대표팀 첫 금메달이자 성인대표팀 시절이던 1991년 대회 이후 32년만에 동남아시아 경기 대회 통산 3번째 금메달 획득에 성공했다.

### 아세안 U-23 챔피언십
2019년 대회에 처음으로 출전하여 5경기 3승 2무의 성적으로 아세안 주관 대회 통산 3번째이자 아세안 U-23 챔피언십 사상 첫 우승컵을 들어올렸고 2023년 대회에서는 준우승을 차지했다.

## 기타 국제 대회 경력
자국에서 열린 2013년 이슬라믹 솔리대리티 경기 대회에서 모로코 U-20 대표팀에 이어 은메달을 목에 걸었고 2017년 아체 세계 솔리대리티 쓰나미컵에서도 키르기스스탄에 이어 준우승을 차지했다.

## 주요 대회 성적

### 올림픽
| 올림픽 축구 기록 | 올림픽 축구 기록 | 올림픽 축구 기록 | 올림픽 축구 기록 | 올림픽 축구 기록 | 올림픽 축구 기록 | 올림픽 축구 기록 | 올림픽 축구 기록 | 올림픽 축구 기록 | 올림픽 축구 기록 |
| 년도             | 결과             | 순위             | 경기             | 승               | 무*              | 패               | 득점             | 실점             | 승점             |
| ---------------- | ---------------- | ---------------- | ---------------- | ---------------- | ---------------- | ---------------- | ---------------- | ---------------- | ---------------- |
| 1992년           | 진출 실패        | 진출 실패        | 진출 실패        | 진출 실패        | 진출 실패        | 진출 실패        | 진출 실패        | 진출 실패        | 진출 실패        |
| 1996년           | 진출 실패        | 진출 실패        | 진출 실패        | 진출 실패        | 진출 실패        | 진출 실패        | 진출 실패        | 진출 실패        | 진출 실패        |
| 2000년           | 진출 실패        | 진출 실패        | 진출 실패        | 진출 실패        | 진출 실패        | 진출 실패        | 진출 실패        | 진출 실패        | 진출 실패        |
| 2004년           | 진출 실패        | 진출 실패        | 진출 실패        | 진출 실패        | 진출 실패        | 진출 실패        | 진출 실패        | 진출 실패        | 진출 실패        |
| 2008년           | 진출 실패        | 진출 실패        | 진출 실패        | 진출 실패        | 진출 실패        | 진출 실패        | 진출 실패        | 진출 실패        | 진출 실패        |
| 2012년           | 진출 실패        | 진출 실패        | 진출 실패        | 진출 실패        | 진출 실패        | 진출 실패        | 진출 실패        | 진출 실패        | 진출 실패        |
| 2016년           | 진출 실패        | 진출 실패        | 진출 실패        | 진출 실패        | 진출 실패        | 진출 실패        | 진출 실패        | 진출 실패        | 진출 실패        |
| 2020년           | 진출 실패        | 진출 실패        | 진출 실패        | 진출 실패        | 진출 실패        | 진출 실패        | 진출 실패        | 진출 실패        | 진출 실패        |
| 2024년           | 진출 실패        | 진출 실패        | 진출 실패        | 진출 실패        | 진출 실패        | 진출 실패        | 진출 실패        | 진출 실패        | 진출 실패        |
| 합계             | 1회 진출(1/18)   | 8강(1회)         | 2                | 0                | 1                | 1                | 0                | 4                | 1                |

### 아시안 게임
| 아시안 게임 기록 | 아시안 게임 기록 | 아시안 게임 기록 | 아시안 게임 기록 | 아시안 게임 기록 | 아시안 게임 기록 | 아시안 게임 기록 | 아시안 게임 기록 | 아시안 게임 기록 | 아시안 게임 기록 |
| 년도             | 결과             | 순위             | 경기             | 승               | 무*              | 패               | 득점             | 실점             | 승점             |
| ---------------- | ---------------- | ---------------- | ---------------- | ---------------- | ---------------- | ---------------- | ---------------- | ---------------- | ---------------- |
| 2002년           | 불참             | 불참             | 불참             | 불참             | 불참             | 불참             | 불참             | 불참             | 불참             |
| 2006년           | 예선탈락         | 27위             | 3                | 0                | 1                | 2                | 2                | 11               | 1                |
| 2010년           | 불참             | 불참             | 불참             | 불참             | 불참             | 불참             | 불참             | 불참             | 불참             |
| 2014년           | 16강             | 11위             | 4                | 2                | 0                | 2                | 12               | 10               | 6                |
| 2018년           |                  |                  |                  |                  |                  |                  |                  |                  |                  |
| 2022년           |                  |                  |                  |                  |                  |                  |                  |                  |                  |
| 합계             | 9회 출전(9/17)   | 동메달(1회)      | 35               | 13               | 7                | 15               | 68               | 71               | 46               |

### AFC U-23 아시안컵
| 연도   | 결과      | 경기      | 승        | 무        | 패        | 득점      | 실점      |
| ------ | --------- | --------- | --------- | --------- | --------- | --------- | --------- |
| 2014년 | 예선 탈락 | 예선 탈락 | 예선 탈락 | 예선 탈락 | 예선 탈락 | 예선 탈락 | 예선 탈락 |
| 2016년 | 예선 탈락 | 예선 탈락 | 예선 탈락 | 예선 탈락 | 예선 탈락 | 예선 탈락 | 예선 탈락 |
| 2018년 | 예선 탈락 | 예선 탈락 | 예선 탈락 | 예선 탈락 | 예선 탈락 | 예선 탈락 | 예선 탈락 |
| 2020년 | 예선 탈락 | 예선 탈락 | 예선 탈락 | 예선 탈락 | 예선 탈락 | 예선 탈락 | 예선 탈락 |
| 2022년 | 예선 탈락 | 예선 탈락 | 예선 탈락 | 예선 탈락 | 예선 탈락 | 예선 탈락 | 예선 탈락 |
| 2024년 | 4위       | 6         | 2         | 1         | 3         | 8         | 9         |
| 합계   | 1/6       | 6         | 2         | 1         | 3         | 8         | 9         |

- 참고: AFC U-23 아시안컵이 올림픽 축구 아시아 지역 예선 역할을 한다.

## 역대 감독
| 감독        | 임기        |
| ----------- | ----------- |
| 루이스 미야 | 2017 ~ 2018 |

## 같이 보기
- 인도네시아 축구 국가대표팀